# La Joconde aux clés
La Joconde aux clés est un tableau du peintre français Fernand Léger réalisé en 1930. Cette huile sur toile est une composition à dominante jaune comprenant des figures géométriques, un trousseau de clés et une reproduction approximative de la figure centrale de La Joconde, par Léonard de Vinci. L'œuvre est conservée au musée national Fernand-Léger, à Biot, dans les Alpes-Maritimes, depuis une donation en 1969.